# یویا آندو
یویا آندو (انگلیسی: Yuya Ando؛ زادهٔ ۲۷ دسامبر ۱۹۷۷) بازیکن بیس‌بال اهل ژاپن است.